# Blanice (národní přírodní památka)
Národní přírodní památka Blanice byla vyhlášena v roce 1989 a rozšířena v roce 1992. Nachází se na horním toku řeky Blanice mezi osadami Blažejovice a Arnoštov v okrese Prachatice. Rozloha chráněného území je 292,24 hektarů. Navazuje na něj rozsáhlé ochranné pásmo (5959 hektarů), které zahrnuje téměř celou pramennou oblast řeky a přítoků. Chráněné území leží v nadmořské výšce 744–900 metrů a je součástí chráněné krajinné oblasti a evropsky významné lokality Natura 2000 Šumava a Ptačí oblasti Boletice.

## Předmět ochrany

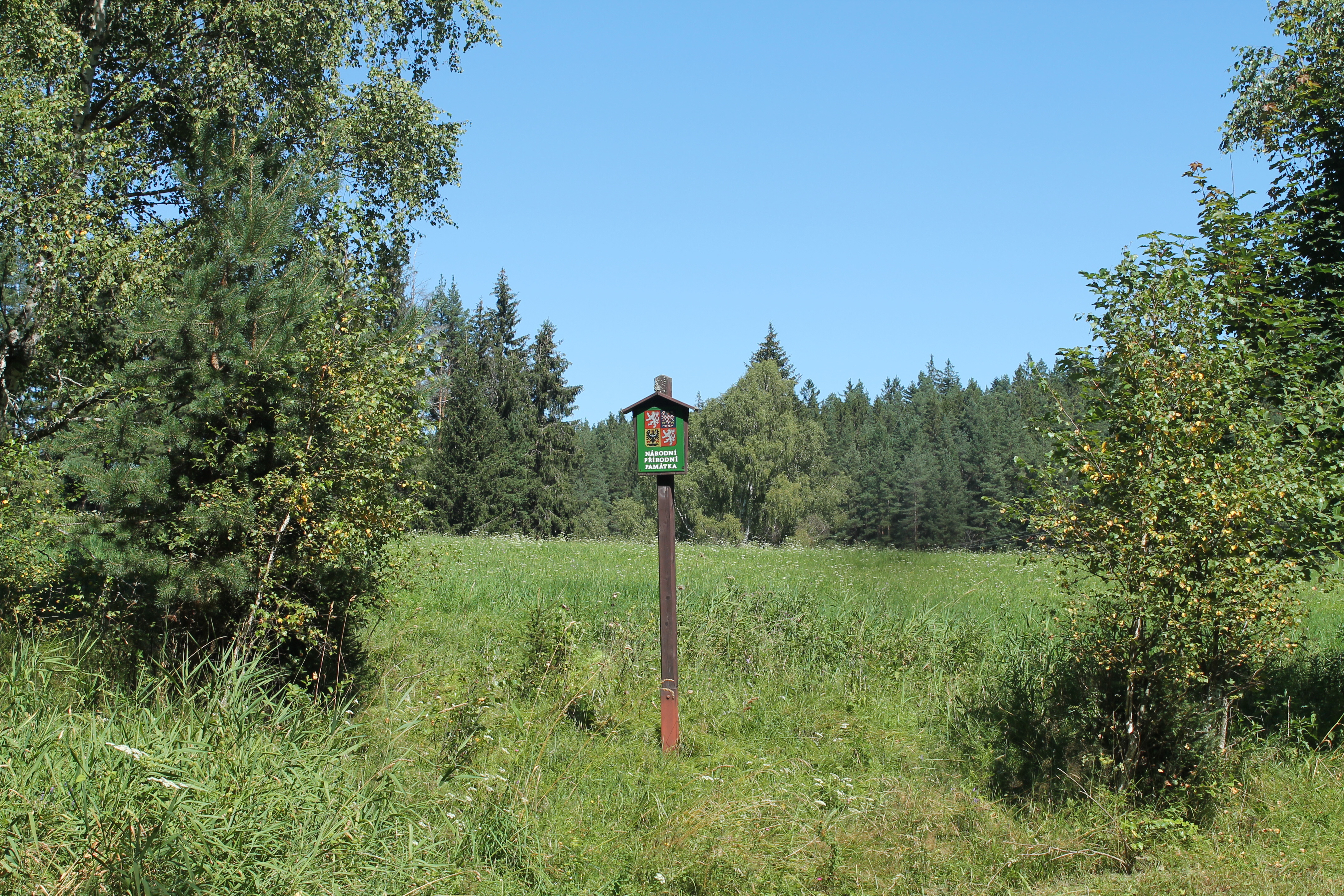
Národní přírodní památka Blanice ve Spálenci

Důvodem ochrany je zde největší středoevropská populace perlorodky říční (Margaritana margaritifera) i dalších druhů živočichů a rostlin, vázaných na oligotrofní podmínky. Povodí horní Blanice má (s výjimkou některých úseků) v podmínkách českých zemí mimořádně zachovalý oligotrofní a oligosaprobní až xenosaprobní charakter s obrovskou samočisticí schopností. Specifický charakter území má původ v částečném odlesnění, které vedlo ke zvýšení teploty vody a k významnému zvětšení druhové biodiverzity ve srovnání s původními lesními toky. Lze důvodně předpokládat určitou závislost výskytu perlorodky na doprovodných druzích zoobentosu. Výskyt celého společenstva je určován současně i vhodným charakterem a morfologií dna a rychlostí toku. U hlavního předmětu ochrany platí úzká vazba mezi perlorodkou říční a hostitelem jejích larev, kterým je pstruh obecný potoční (Salmo trutta morpha fario). Dále musí být zachována přirozená regulace rybí obsádky vydrou říční (Lutra lutra), neboť jako funkční hostitelé se uplatňují hlavně jednoleté až dvouleté ryby, které po invazi glochidiemi perlorodky získávají imunitu. K udržení této funkce ekosystému je nutné zajistit klidové podmínky v celém chráněném území. V rámci přírodní památky je v provozu odchovna perlorodek.